# Peña Ezcaurre
Peña Ezcaurre (bask. Ezkaurre) – szczyt skalisty w Pirenejach Nawarskich, w dolinie Zuriza, w pobliżu doliny Roncal. Wysokość względna szczytu wynosi 755 metrów.